# Niagara-on-the-Lake
Niagara-on-the-Lake är en ort i Ontario i Kanada, och ligger vid gränsen mot USA där Niagarafloden möter Ontariosjön, mittemot Youngstown i delstaten New York. Niagara-on-the-Lake ligger 88 meter över havet.

## Stad och tätort
Staden, Town of Niagara-on-the-Lake, har 14 587 invånare (2006) på en yta av 132,83 km². Av dessa bor totalt 6 945 invånare i tätortsområden, varav 3 862 invånare i Mississauga Beach, 1 875 invånare i Virgil, och 1 208 invånare bor i den del av den större grannstaden Saint Catharines urbaniserade område som sträcker sig in över stadsgränsen. Av stadens invånare bor 7 642 invånare, det vill säga över hälften, utanför själva tätorterna. Niagara-on-the-Lake ingår i Saint Catharines storstadsområde.

## Historia
Niagara-on-the-Lake hade först namnet Butlersburg men bytte senare namn till Newark, då lojalisterna flydde från USA under amerikanska revolutionen. 1792 utsågs staden, som då bytt namn till Niagara, till huvudstad i Övre Kanada. Under 1812 års krig jämnades dock staden med marken av brittiska styrkor innan de drog sig tillbaka, och huvudstaden flyttades till Toronto. Britterna återuppbyggde senare staden och idag har den mycket av sin historiska charm i behåll. Namnet Niagara-on-the-Lake fick staden 1880 för att tydligt skilja den från staden Niagara Falls.
Niagara-on-the-Lake sägs av många vara den vackraste staden i Kanada och är idag en stor turistattraktion. De flesta av de gamla militära anläggningarna runt staden har restaurerats och det finns även flera vingårdar och spaanläggningar i området. I staden hålls Shawfestivalen.